# ダイゴトツゲキ
ダイゴトツゲキ（欧字名:Daigo Totsugeki、1982年5月12日 - 不明）は、日本の競走馬。
1984年の阪神3歳ステークス（GI）優勝馬。

## 経歴

### 競走馬時代
吉田三郎厩舎に入厩し、1984年11月4日に京都の芝の新馬戦でデビュー。調教の動きがよく2番人気に支持され、中団から伸びてデビュー勝ち。新馬勝ちの勢いのまま京都3歳ステークスに出走し前走の野路菊賞を制し大器と目されていたパトリオットを差し切って2連勝。
連勝した勢いで、陣営は関西の3歳王者決定戦である阪神3歳ステークスに挑戦。同じ2戦2勝のニシノバルカンが1番人気に支持され、ダイゴトツゲキは2番人気に支持された。
レースは、始まってすぐに人気のニシノバルカンが故障で競走中止。後にニュージーランドトロフィー4歳ステークスを勝つことになるマルヨプラードが軽快に逃げていたが、直線まで好位で我慢していたダイゴトツゲキは直線鋭く伸びてクビ差交わして3連勝。
ここまでの3戦全ての手綱を握っていた稲葉的海にとっては5年ぶりの重賞制覇であった。
3連勝で関西の3歳王者になったものの評価は高くなく、JRA賞最優秀3歳牡馬に選出されたのは同じく3連勝で東の3歳王者になったスクラムダイナのほうであった。
年が明けて1985年。関西の大将格としてクラシックに臨む緒戦はきさらぎ賞。デビュー後初の1番人気に支持されたものの、3歳時に破ったイブキカネールの3着と人気を裏切った。
そして東上して迎えたスプリングステークス。例年は有力馬は弥生賞から始動する事が多かったが、この年は東の3歳王者スクラムダイナやシンザン最後の傑作ミホシンザン、デビュー戦で弥生賞を勝ったスダホークに快勝し2勝馬ながらも注目されていたサザンフィーバー、3戦3勝のブラックスキーとクラシックで有力と目される馬が勢揃いしていた。
レース当日、関西馬大将格ながらミホシンザンとスクラムダイナから離された3番人気にとどまった。レースは増沢騎手を背に逃げるサザンフィーバーのペースとなり、後方を進む人気馬を尻目に逃げ切りかと思われた残り200 - 300メートルでまさかの落馬競走中止。ミホシンザンが後方から伸びて快勝する中4着。なお落馬したサザンフィーバーは直線で転倒し予後不良となっている。
その後は皐月賞に進んだものの、18着と惨敗。日本ダービーは回避し、菊花賞を目標に調整が進められたが神戸新聞杯で4着に敗れた後に、屈腱炎を発症。復活に向け関係者が努力していたが、1988年3月に登録を抹消。くしくも主戦騎手の稲葉も同時期に引退した。

### 引退後
引退後は、種牡馬になれず乗馬として第二の馬生を送ったとされる。これは、レースのグレード制導入後に、GI級レースを勝利したにもかかわらず種牡馬になれなかった最初の例である。なお、繋養先や最期などの詳細は分かっていない。

## 競走成績
以下の内容は、netkeiba.comに基づく。
| 競走日     | 競馬場 | 競走名      | 格   | 距離（馬場）  | 頭 数 | 枠 番 | 馬 番 | オッズ （人気） | 着順 | タイム  | 着差 | 騎手      | 斤量 [kg] | 1着馬（2着馬）     |
| ---------- | ------ | ----------- | ---- | ------------- | ----- | ----- | ----- | --------------- | ---- | ------- | ---- | --------- | --------- | ------------------ |
| 1984.11.04 | 京都   | 3歳新馬     |      | 芝1400m（良） | 18    | 7     | 15    | 008.80（2人）   | 01着 | R1:25.3 | -0.1 | 0稲葉的海 | 54        | （ワイドラッキー） |
| 0000.11.25 | 京都   | 京都3歳S    | OP   | 芝1600m（良） | 7     | 7     | 7     | 011.80（3人）   | 01着 | R1:37.0 | -0.1 | 0稲葉的海 | 53        | （パトリオット）   |
| 0000.12.16 | 阪神   | 阪神3歳S    | GI   | 芝1600m（良） | 10    | 7     | 7     | 005.40（2人）   | 01着 | R1:36.3 | -0.0 | 0稲葉的海 | 54        | （マルヨプラード） |
| 1985.02.10 | 中京   | きさらぎ賞  | GIII | 芝1800m（重） | 16    | 7     | 14    | 004.00（1人）   | 03着 | R1:52.3 | -0.4 | 0稲葉的海 | 56        | イブキカネール     |
| 0000.03.24 | 中山   | スプリングS | GII  | 芝1800m（稍） | 11    | 1     | 1     | 011.80（3人）   | 04着 | R1:50.0 | -0.5 | 0稲葉的海 | 56        | ミホシンザン       |
| 0000.04.14 | 中山   | 皐月賞      | GI   | 芝2000m（稍） | 22    | 4     | 10    | 030.80（8人）   | 18着 | R2:04.8 | -2.7 | 0稲葉的海 | 57        | ミホシンザン       |
| 0000.09.29 | 阪神   | 神戸新聞杯  | GIII | 芝2000m（不） | 12    | 3     | 3     | 013.60（3人）   | 07着 | R2:04.9 | -0.7 | 0村本善之 | 56        | スピードヒーロー   |

## 血統表
| ダイゴトツゲキの血統ニジンスキー系 / Nasrullah5×4=9.38%、Nearco5×5=6.25% | ダイゴトツゲキの血統ニジンスキー系 / Nasrullah5×4=9.38%、Nearco5×5=6.25% | ダイゴトツゲキの血統ニジンスキー系 / Nasrullah5×4=9.38%、Nearco5×5=6.25% | （血統表の出典）    | （血統表の出典） |
| 父 *スポーツキー Sportsky 1972 黒鹿毛                                    | 父の父Nijinsky 1967 鹿毛                                                 | Northern Dancer                                                          | Nearctic            | Nearctic         |
| 父 *スポーツキー Sportsky 1972 黒鹿毛                                    | 父の父Nijinsky 1967 鹿毛                                                 | Northern Dancer                                                          | Natalma             |                  |
| 父 *スポーツキー Sportsky 1972 黒鹿毛                                    | 父の父Nijinsky 1967 鹿毛                                                 | Flaming Page                                                             | Bull Page           | Bull Page        |
| 父 *スポーツキー Sportsky 1972 黒鹿毛                                    | 父の父Nijinsky 1967 鹿毛                                                 | Flaming Page                                                             | Flaring Top         |                  |
| 父 *スポーツキー Sportsky 1972 黒鹿毛                                    | 父の母Sports Event 1964 黒鹿毛                                           | T.V. Lark                                                                | Indian Hemp         | Indian Hemp      |
| 父 *スポーツキー Sportsky 1972 黒鹿毛                                    | 父の母Sports Event 1964 黒鹿毛                                           | T.V. Lark                                                                | Miss Larksfly       |                  |
| 父 *スポーツキー Sportsky 1972 黒鹿毛                                    | 父の母Sports Event 1964 黒鹿毛                                           | Pamplona                                                                 | Postin              | Postin           |
| 父 *スポーツキー Sportsky 1972 黒鹿毛                                    | 父の母Sports Event 1964 黒鹿毛                                           | Pamplona                                                                 | Society's War       |                  |
| 母 シルバーファニー 1975 芦毛                                            | 母の父*ドン Don 1966 芦毛                                                | Grey Sovereign                                                           | Nasrullah           | Nasrullah        |
| 母 シルバーファニー 1975 芦毛                                            | 母の父*ドン Don 1966 芦毛                                                | Grey Sovereign                                                           | Kong                |                  |
| 母 シルバーファニー 1975 芦毛                                            | 母の父*ドン Don 1966 芦毛                                                | Diviana                                                                  | Toulouse Lautrec    | Toulouse Lautrec |
| 母 シルバーファニー 1975 芦毛                                            | 母の父*ドン Don 1966 芦毛                                                | Diviana                                                                  | Desybkea            |                  |
| 母 シルバーファニー 1975 芦毛                                            | 母の母リョウマファニー 1968 黒鹿毛                                       | *チャイナロック                                                          | Rockefella          | Rockefella       |
| 母 シルバーファニー 1975 芦毛                                            | 母の母リョウマファニー 1968 黒鹿毛                                       | *チャイナロック                                                          | May Wong            |                  |
| 母 シルバーファニー 1975 芦毛                                            | 母の母リョウマファニー 1968 黒鹿毛                                       | ファニー                                                                 | ゴールドアロー      | ゴールドアロー   |
| 母 シルバーファニー 1975 芦毛                                            | 母の母リョウマファニー 1968 黒鹿毛                                       | ファニー                                                                 | トヨカツプ F-No.3-l |                  |